# Radicaal 163
Van de in totaal 214 Kangxi-radicalen heeft radicaal 163 de betekenis stad. Het is een van de twintig radicalen die bestaat uit zeven strepen.
In het Kangxi-woordenboek zijn er 350 karakters die dit radicaal gebruiken.

## Karakters met het radicaal 163

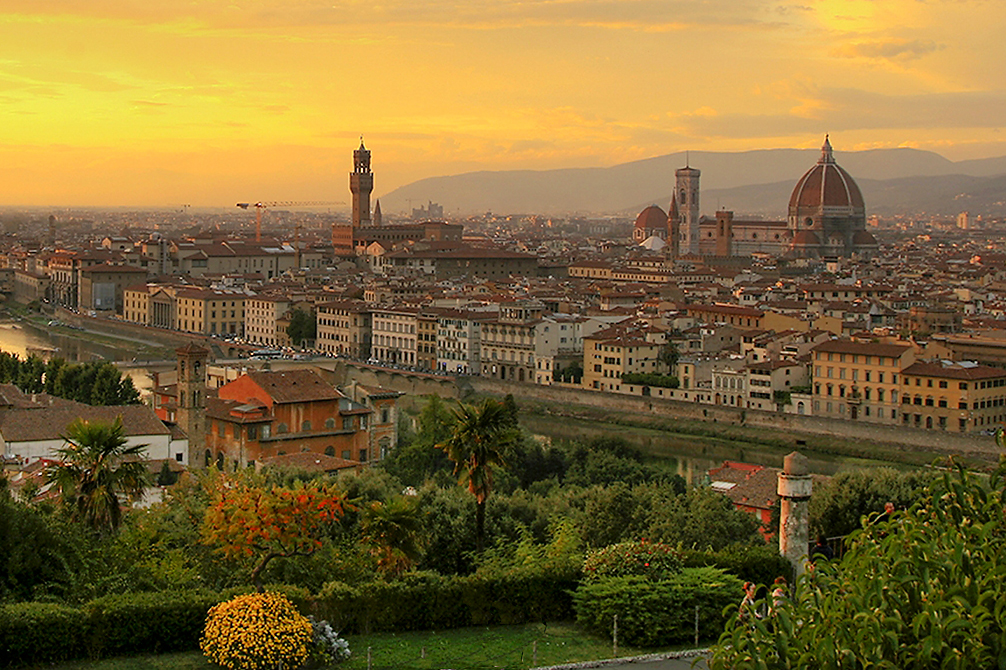
De stad Florence in Italië

| Strepen | Karakter                                                             |
| ------- | -------------------------------------------------------------------- |
| + 0     | 邑 阝                                                                |
| + 2     | 邓                                                                   |
| + 3     | 邔 邕 邖 邗 邘 邙 邚 邛 邜 邝                                        |
| + 4     | 邞 邟 邠 邡 邢 那 邤 邥 邦 邧 邨 邩 邪 邫 邬                         |
| + 5     | 邭 邮 邯 邰 邱 邲 邳 邴 邵 邶 邷 邸 邹 邺 邻                         |
| + 6     | 邼 邽 邾 邿 郀 郁 郂 郃 郄 郅 郆 郇 郈 郉 郊 郋 郌 郍 郎 郏 郐 郑 郓 |
| + 7     | 郒 郔 郕 郖 郗 郘 郙 郚 郛 郜 郝 郞 郟 郠 郡 郢 郣 郤 郥 郦 郧       |
| + 8     | 部 郩 郪 郫 郬 郭 郮 郯 郰 郱 郲 郳 郴 郵 郶 郷 郸 郹 郺 郻 郼 都    |
| + 9     | 郾 郿 鄀 鄁 鄂 鄃 鄄 鄅 鄆 鄇 鄈 鄉 鄊                               |
| + 10    | 鄋 鄌 鄍 鄎 鄏 鄐 鄑 鄒 鄓 鄔 鄕 鄖 鄗                               |
| + 11    | 鄘 鄙 鄚 鄛 鄜 鄝 鄞 鄟 鄠 鄡 鄢 鄣 鄤 鄥                            |
| + 12    | 鄦 鄧 鄨 鄩 鄪 鄫 鄬 鄭 鄮 鄯 鄰 鄱 鄲                               |
| + 13    | 鄳 鄴 鄵 鄶 鄷                                                       |
| + 14    | 鄸 鄹                                                                |
| + 15    | 鄺 鄻 鄼 鄽 鄾                                                       |
| + 16    | 鄿 酀 酂                                                             |
| + 17    | 酁 酃                                                                |
| + 18    | 酄 酅 酆                                                             |
| + 19    | 酇 酈                                                                |

Orakelbotkarakter
Bronskarakter
Groot zegelkarakter
Klein zegelkarakter